# Regionale raad van de Jizreëlvallei
De regionale raad van de Jizreëlvallei (Hebreeuws: מועצה אזורית בקעת עמק יזרעאל, Mo'etza Azurit Emeq Yizreel) is een regionale raad in Israël.

## Gemeenschappen
| Kibboetsen - Alonim - Dovrat - Ein Dor - Gazit - Gevat - Ginegar - Hanaton - Hardoef - HaSolelim - Kfar HaChoresj - Merhavia - Mizra - Ramat David - Sarid - Jifat | Moshaven - Alonei Abba - Alon HaGalil - Balfouria - Beit Sheäriem - Beit Zeid - Bethlehem of Galilee - HaYogev - Kfar Barukh - Kfar Gideon - Kfar Yehoshua - Merhavia - Nahalal - Sde Ya'akov - Tel Adashim - Tzippori | Dorpen - Adi - Ahuzat Barak - Givat Ela - Hoshaya - Shimshit - Timrat - Manshiya Zabda - Suweid Hamira |

Abu Basma · Alona · al-Batuf · Be'er Tuvia · Beit She'an Vallei · Bnei Shimon · Brenner · Bustan al-Marj · Centraal Arava · Drom HaSharon · Esjkol · Gan Raveh · Gederot · Gezer · Gilboa · Golan · Gush Etzion · Har Hebron · Hefervallei · Hevel Eilot · Hevel Modi'in · Hevel Yavne · Hof Ashkelon · Hof HaCarmel · Hof HaSharon · Jizreëlvallei · Emek HaYarden · Bik'at HaYarden · Lakhish · Lev HaSharon · Lodvallei · Lager Galilea · Ma'ale Yosef · Mateh Asher · Mateh Binyamin · Mateh Yehuda · Megiddo · Megilot · Menashe · Merhavim · Merom HaGalil · Mevo'ot HaHermon · Misgav · Nahal Sorek · Ramat HaNegev · Sha'ar HaNegev · Sdot Negev · Shafir · Shomron · Tamar · Hoger Galilea · Yoav · Zevoeloen